# Пельгржимов (округ)
Пельгржимов (чеськ. Okres Pelhřimov) — адміністративно-територіальна одиниця в краю Височина Чеської Республіки. Адміністративний центр — місто Пельгржимов. Площа округу — 1 290 кв. км., населення становить 72 061 особу.
До округу входять 120 муніципалітетів, з котрих 9 — міста. Зокрема:
- Початки